# NGC 5951
NGC 5951 је спирална галаксија у сазвежђу Змија која се налази на NGC листи објеката дубоког неба.
Деклинација објекта је + 15° 0' 27" а ректасцензија 15h 33m 43,1s. Привидна величина (магнитуда) објекта NGC 5951 износи 12,9 а фотографска магнитуда 13,6. Налази се на удаљености од 27,161 милиона парсека од Сунца. NGC 5951 је још познат и под ознакама UGC 9895, MCG 3-40-3, CGCG 107-3, IRAS 15313+1510, PGC 55435.